# Brouzet-lès-Alès
Brouzet-lès-Alès é uma comuna francesa na região administrativa de Occitânia, no departamento de Gard. Estende-se por uma área de 13,03 km². Em 2010 a comuna tinha 672 habitantes (densidade: 51,6 hab./km²).